# Ulrich Greifelt
Ulrich Greifelt, född 8 december 1896 i Berlin, död 6 februari 1949 i Landsberg am Lech, var en tysk SS-Obergruppenführer och dömd krigsförbrytare. Under andra världskriget var han stabschef för Rikskommissariatet för befästandet av den tyska folkstammen. Vid RuSHA-rättegången 1947–1948 var han huvudåtalad och dömdes till livstids fängelse för brott mot mänskligheten, krigsförbrytelser och medlemskap i SS, som vid Nürnbergprocessen hade förklarats vara en kriminell organisation. Greifelt avled i fängelset.